# Animal Crossing: Pocket Camp
Animal Crossing: Pocket Camp fue un juego móvil de simulación social gratuito lanzado en 2017, perteneciente a la serie Animal Crossing de Nintendo, para dispositivos iOS y Android. Fue publicado en Australia en octubre de 2017 y en todo el mundo el mes siguiente. El juego continúa la serie de simulación social, y permite a los jugadores interactuar en un pequeño campamento con varios campistas, realizar tareas, participar en intercambios y decorar espacios habitables. El 28 de noviembre de 2024, cerraron sus servidores de manera definitiva y fue reemplazado por una versión paga sin conexión sin microtransacciones llamada Animal Crossing: Pocket Camp Complete, lanzada el 2 de diciembre de 2024, siendo el 1 de junio de 2025 el límite para los jugadores de transferir sus datos guardados antes de que se eliminen automáticamente. 

## Jugabilidad
Animal Crossing es una serie de videojuegos de simulación social en la que los jugadores personalizan los espacios habitables y las comunidades de sus avatares intercambiando materiales y favores por artículos decorativos. En Pocket Camp, el jugador decoraba un campamento en lugar de una ciudad y recolectaba materiales como madera, acero, conservas, papel y algodón de los alrededores para intercambiarlos por pedidos de muebles. El jugador podía entablar amistad con campistas animales antropomórficos, que podían visitar el campamento del jugador, al igual que otros jugadores humanos, tanto invitados como al azar. El personaje principal podía viajar a múltiples ubicaciones, como islas, tiendas o un mercado. Las opciones de personalización se extendían al género del avatar, los rasgos faciales, ropa y el aspecto de su autocaravana.
Los campistas de los campamentos cercanos recompensaban al jugador con materiales por completar sus solicitudes. Un artesano local, la alpaca Al, convertía estos recursos en muebles y nuevas ubicaciones. El jugador podía atraer a campistas específicos fabricando y colocando sus muebles favoritos en el campamento. Cada visita aumentaba el nivel de experiencia de esa relación, en una nueva mecánica de juego para la serie. Al igual que en los títulos anteriores, el jugador podía pescar, recoger fruta, plantar flores, cazar insectos y pagar las deudas de su casa, en este caso, una autocaravana.
En lugar de la interacción de los campistas vista en entregas anteriores, Pocket Camp analizaba de manera compleja el sistema de relaciones entre ellos. Cada campista tenía un nivel de relación específico que aumentaba al realizar tareas y conversar con ellos todos los días. Al aumentar este, el jugador era recompensado con muebles, materiales, bayas y ropa representativos de la estética del campista.
El juego móvil presentaba microtransacciones opcionales que se podían adquirir para mejorar ciertos aspectos del título. En comparación con la serie principal, se podía obtener una nueva moneda dentro del juego o mediante microtransacciones. El jugador las podía emplear para reducir los temporizadores del juego o para crear sin materias primas. El usuario acumulaba este dinero al completar tareas o al comprarlo directamente desde la tienda de aplicaciones en el sistema operativo correspondiente. También es posible intercambiar las monedas por muebles para eventos especiales, que atraían a personajes específicos al campamento del jugador. El desarrollo del título planeó introducir eventos de temporada y mobiliario con disponibilidad limitada. El juego también incluía galletas de la fortuna que entregaban artículos aleatorios según su tipo.

### Eventos recurrentes
Animal Crossing: Pocket Camp contaba con varios eventos que se repetían y que entregaban diferentes recompensas. Entre ellos, se encontraban los torneos de pesca, los eventos de jardinería y la búsqueda de giroides. Estos eventos generalmente duraban alrededor de un mes y cuentaban con microtransacciones para acelerar las recompensas.

## Desarrollo
Nintendo planeó un juego móvil de su serie Animal Crossing entre los primeros lanzamientos de teléfonos inteligentes de la compañía, como se anunció a principios de 2016. La franquicia Animal Crossing fue seleccionada por su amplio alcance demográfico. El juego para dispositivos móviles estaba originalmente programado para su lanzamiento más tarde ese año, pero posteriormente se retrasó, ya que Nintendo dio prioridad a la publicación de Super Mario Run. Durante el año siguiente, Nintendo experimentó con microtransacciones en Fire Emblem Heroes para dispositivos móviles. El 25 de octubre de 2017, Nintendo reveló Pocket Camp durante una presentación de Nintendo Direct como su cuarta aplicación móvil. Fue lanzado en Australia el mismo día para las plataformas iOS y Android, y fue publicado en todo el mundo en otros 41 países el 21 de noviembre de 2017. Las preocupaciones de la compañía japonesa sobre las cajas de botín presentes en Pocket Camp llevaron a la decisión de revocar el acceso a la descarga para los usuarios de Bélgica, a partir del 27 de agosto de 2019.

## Recepción
Animal Crossing: Pocket Camp recibió críticas "mixtas o en promedio", según la crítica de Metacritic. Polygon elogió el enfoque del juego para introducir a los jugadores móviles en la jugabilidad de la serie principal, aunque los resultados fueron algo desiguales en lo referente al tiempo. Polygon describió el tutorial como demasiado extenso, pero acogió con agrado el concepto de organizar y completar varias actividades en tiempo real.
En septiembre de 2018, el juego había recaudado 50 millones de dólares. En abril de 2020, el juego ha recaudado más de 150 millones a nivel mundial.

### Reconocimiento
Menos de una semana antes de su lanzamiento mundial, el juego ganó el premio al "Estudio del año" (EPD de Nintendo) en los premios Golden Joystick Awards de 2017; después de su lanzamiento, fue nominado como "Mejor juego móvil" en los premios IGN's Best of 2017. En los premios Best of 2017 de Game Informer's Reader's Choice, tomó la delantera en la categoría de "Mejor juego de simulación". También fue nominado para el premio A-Train Award al mejor juego para dispositivos móviles en los New York Game Awards 2018, como "Juego móvil del año" en los SXSW Gaming Awards 2018, y en los Golden Joystick Awards 2018. En los premios Famitsu, ganó el premio a la excelencia.

## Animal Crossing: Pocket Camp Complete
El 21 de agosto de 2024, la cuenta oficial X del juego publicó un comunicado indicando que Animal Crossing: Pocket Camp llegó a su fin de servicio a las 15:00 UTC del 28 de noviembre y será reemplazado por una versión paga fuera de línea sin microtransacciones que permitirá a los usuarios transferir sus datos guardados. El 27 de octubre de 2024, se reveló que la versión paga se titulaba Animal Crossing: Pocket Camp Complete o Animal Crossing Pocket Camp C. El juego incluye todos los elementos y eventos lanzados anteriormente (menos varios elementos de colaboración como la colección Sanrio), con un año adicional de contenido nuevo, desde diciembre de 2024 hasta septiembre de 2025.